# 長崎県公立大学法人
長崎県公立大学法人（ながさきけんこうりつだいがくほうじん）は、日本の公立大学法人。長崎県立大学の設置者である。

## 概要
長崎県が設立団体となり、設立された「特定地方独立行政法人以外の地方独立行政法人」である。2005年（平成17年）から、長崎県に代わり、長崎県立大学設置者となり、県立大学を設置・運営している。

## 沿革
- 2005年（平成17年） - 長崎県立大学と県立長崎シーボルト大学の設置者が長崎県から長崎県公立大学法人に移管。
- 2008年（平成20年）4月 - 長崎県立大学と県立長崎シーボルト大学を統合し、新たに「長崎県立大学」を設置。
  - 分離キャンパス（2キャンパス制）をとる。- 佐世保校、シーボルト校
  - 本部は佐世保校に置く。
  - 学校の英語名をNagasaki Prefectural University から University of Nagasaki に変更。
- 2011年（平成23年）3月 - 旧長崎県立大学、県立長崎シーボルト大学が最後の卒業生を送り出し、閉学。キャンパスとしては存続。

## 設置大学
- 長崎県立大学

## 組織
2011年（平成23年）4月現在
- 理事長 1名
- 副理事長（兼 長崎県立大学学長）1名
- 専務理事（兼 長崎県立大学事務局長）1名
- 理事（非常勤）1名
- 監事（非常勤）2名